# Enemigos públicos
Enemigos públicos es una película estadounidense, estrenada en julio de 2009, dirigida por Michael Mann, basada en el libro Public Enemies: America's Greatest Crime Wave and the Birth of the FBI, 1933–34 ("Enemigos públicos: la gran oleada criminal en América y el nacimiento del FBI, 1933-34"), de Bryan Burrough.
La historia se desarrolla durante la época de la Gran Depresión, y se centra en la figura del agente del FBI Melvin Purvis y sus intentos de arrestar a los delincuentes John Dillinger, Baby Face Nelson, y Pretty Boy Floyd. El papel del agente Melvin Purvis es interpretado por el actor Christian Bale, Johnny Depp es John Dillinger, Marion Cotillard como la novia de Dillinger, Billie Frechette. El rodaje se inició en Columbus, Wisconsin el 17 de marzo de 2008, donde tuvo lugar la mayor parte de la producción, aunque se rodaron escenas en otras ubicaciones: Chicago, Illinois; Milwaukee, Wisconsin; Madison; y muchos otros lugares de Wisconsin hasta finalizar en junio de 2008, incluyendo el conocido edificio Little Bohemia Lodge en Manitowish Waters, Wisconsin, lugar de la épica batalla campal entre Dillinger y el FBI en 1934. También se rodaron escenas en Crown Point, Indiana, en cuya cárcel Dillinger fue recluido para posteriormente escapar.

## Argumento
El agente del FBI Melvin Purvis (Bale), tiene en su punto de mira al atracador John Dillinger (Depp) y a otros en un intento de frenar la gran oleada criminal que se ha dado en Chicago durante el frenesí de la década de 1930.
Se trata de una película de gánsteres en el Chicago de los años 30 (época de la Gran Depresión), donde una banda de atracadores de bancos, a cuyo mando está John Dillinger (el protagonista), es perseguida por la policía por todo el país.
La película comienza cuando Dillinger es liberado de la cárcel después de 9 años por un pequeño atraco a un supermercado. Allí se hace amigo de un grupo de presos y los saca de prisión formando una banda que atracará a mano armada bancos de varios Estados, pero sin robarle a ningún civil o hacerle daño, lo cual hace que se gane el respeto de las clases más pobres, y algunos incluso colaboran para ocultarlos, considerando que ellos le roban a los banqueros que consideran les empobrecieron.
En un club de noche conoce a Billie Frechette, que enseguida se convertiría en el amor de su vida pero al mismo tiempo la relación con Dillinger se vuelve un arma de doble filo, ya que la joven se encantará con el gánster pero al mismo tiempo corre peligro de ser considerada tan culpable como él por las autoridades, además que estos ya empiezan a vigilarla.
Mientras el FBI se reorganiza para iniciar la pesquisa, Dillinger y su banda son declarados enemigos públicos de la nación, y la policía hará todo lo posible para capturarlos y meterlos entre rejas, o darles cacería (literalmente).

## Reparto
- Johnny Depp como John Dillinger: Un asaltante de bancos estadounidense, idealizado por la prensa que lo bautizó como el enemigo público número uno en la "era de los enemigos públicos" (1931-1935).
- Christian Bale como Melvin Purvis: Agente del FBI, al que J. Edgar Hoover encargó dar caza a John Dillinger.[5]
- Marion Cotillard como Billie Frechette: Cantante y pareja de Dillinger.
- Billy Crudup como J. Edgar Hoover: El primer director del Federal Bureau of Investigation (FBI) de los Estados Unidos.
- Stephen Dorff como Homer Van Meter: Criminal y ladrón de bancos de principios del siglo veinte, más conocido por asociarse con Dillinger y Baby Face Nelson.[6]
- Stephen Lang como Charles Winstead: Jefe de los Rangers de Texas que se unieron a la cacería y captura de Dillinger y su banda.
- Stephen Graham como Baby Face Nelson:[7] asaltante de bancos, llamado así por su apariencia juvenil y su baja estatura. Tras la muerte de Dillinger en julio de 1934, pasó a ser el enemigo público número uno.
- Jason Clarke as John "Red" Hamilton: Criminal y ladrón de bancos canadiense de principios del siglo veinte, más conocido por asociarse con Dillinger.[6]
- David Wenham como Harry Pierpont: Miembro de la banda de Dillinger.[7]
- Spencer Garrett como Tommy Carroll.
- Christian Stolte como Charles Makley: Conocido asociado de Dillinger, al que ayudó a escapar de la cárcel en 1933. A finales de ese año apareció como cuarto en la lista de enemigos públicos de Illinois, tras Dillinger, Pierpont, y Hamilton.
- Giovanni Ribisi como Alvin Karpis: Conocido criminal estadounidense, conocido por su alianza con la banda Barker-Karpis en los años 30. Fue el último enemigo público en ser arrestado.[6]
- John Ortiz como Frank Nitti: Uno de los principales secuaces de Al Capone y más tarde el nuevo jefe de la organización creada por Capone, la organización de Chicago (Chicago Outfit).[8]
- Michael Bentt como Herbert Youngblood: ayudó a Dillinger en el escape de prisión.
- Leelee Sobieski como Polly Hamilton: Última pareja conocida de Dillinger; desconocía la verdadera identidad del atracador.
- Richard Short como Samuel P. Cowley: Agente del FBI que acabó con la vida de Baby Face Nelson en el tiroteo de Barrington, Illinois, aunque murió en el mismo tiroteo.
- Shawn Hatosy como John Madala: Agente del FBI que ayudó a arrestar a Ma Barker.
- Branka Katic como Anna Sage: La tristemente célebre "Mujer de rojo", relacionada románticamente con Dillinger en el momento de su asesinato.
- Emilie de Ravin como Anna Patzke: Cajera de banco retenida como rehén por Dillinger, posteriormente liberada.
- Channing Tatum como Pretty Boy Floyd:[6] Atracador y, presuntamente, asesino estadounidense.[6]
- James Russo como Walter Dietrich: Personaje que Dillinger conoció en la penitenciaría de Míchigan. Le enseñó a Dillinger, entre otros, los "métodos de Herman 'Baron' K. Lamm, un oficial prusiano reconvertido en un conocido, y muy exitoso, ladrón de bancos.[9]
- Lili Taylor como Sheriff Lillian Holley: Sheriff de la prisión de Lake County, Crown Point, Indiana, en la que Dilliger fue recluido.[10]